# Dębno (Jeziorany)
Dębno (deutsch Eichenstein) ist ein untergegangener Ort in der polnischen Woiwodschaft Ermland-Masuren. Seine Stelle liegt im Gebiet der Gmina Jeziorany (Stadt-und-Land-Gemeinde Seeburg) im Powiat Olsztyński (Kreis Allenstein).

## Geographische Lage
Die Ortsstelle von Dębno liegt im Westen der Woiwodschaft Ermland-Masuren, 24 Kilometer nordöstlich der Stadt Olsztyn (deutsch Allenstein).

## Geschichte
Der kleine Gutsort Kirschdorf B trug seit dem 2. Oktober 1857 den Namen Eichenstein. Am 7. Mai 1874 wurde der Gutsbezirk Eichenstein in den neu errichteten Amtsbezirk Cronau (polnisch Kronowo) im ostpreußischen Kreis Allenstein aufgenommen. Vier Wohngebäude mit 68 Einwohnern zählte Eichenstein bei der Volkszählung am 1. Dezember 1905. Im Jahre 1910 waren in dem Gutsort 66 Einwohner gemeldet.
Am 30. September 1928 gab Eichenstein seine Eigenständigkeit auf und wurde zusammen mit dem Gut Kirschdorf in die Landgemeinde Kirschdorf (polnisch Kiersztanowo) eingegliedert.
Als 1945 in Kriegsfolge das gesamte südliche Ostpreußen an Polen fiel, war auch Eichenstein davon betroffen. Der Ort erhielt die polnische Namensform „Dębno“, wurde jedoch nicht mehr offiziell erwähnt und gilt als in Kiersztanowo aufgegangener Ort. Die Ortsstelle liegt in der Gmina Jeziorany (Stadt-und-Land-Gemeinde Seeburg, im früheren Kreis Rößel) im Powiat Olsztyński (Kreis Allenstein) in der Woiwodschaft Ermland-Masuren.

## Kirche
Das Gut Eichenstein war bis 1945 in die evangelische Kirche Seeburg (Ostpreußen)(polnisch Jeziorany) in der Kirchenprovinz Ostpreußen der Kirche der Altpreußischen Union eingepfarrt. Außerdem gehörte das Dorf zur römisch-katholischen Kirche Groß Ramsau (polnisch Ramsowo) im Bistum Ermland.